# Lintupuolijärvi
Lintupuolijärvi eller Loddipeljävri är en sjö i Finland. Den ligger i kommunen Enare i landskapet Lappland, i den norra delen av landet, 1 000 km norr om huvudstaden Helsingfors. Lintupuolijärvi ligger 234,2 meter över havet. Arean är 55,1 hektar och strandlinjen är 3,22 kilometer lång. Sjön  ingår i Pasvik älvs huvudavrinningsområde.   Den sträcker sig 1,2 kilometer i nord-sydlig riktning, och 0,8 kilometer i öst-västlig riktning.